# Maharajpur
Maharajpur là một thị xã và là một nagar panchayat của quận Chhatarpur thuộc bang Madhya Pradesh, Ấn Độ.

## Địa lý
Maharajpur có vị trí 22°36′B 80°22′Đ / 22,6°B 80,37°Đ Nó có độ cao trung bình là 452 mét (1482 feet).

## Nhân khẩu
Theo điều tra dân số năm 2001 của Ấn Độ, Maharajpur có dân số 21.532 người. Phái nam chiếm 53% tổng số dân và phái nữ chiếm 47%. Maharajpur có tỷ lệ 53% biết đọc biết viết, thấp hơn tỷ lệ trung bình toàn quốc là 59,5%: tỷ lệ cho phái nam là 63%, và tỷ lệ cho phái nữ là 43%. Tại Maharajpur, 16% dân số nhỏ hơn 6 tuổi.